# Rusifikace Běloruska

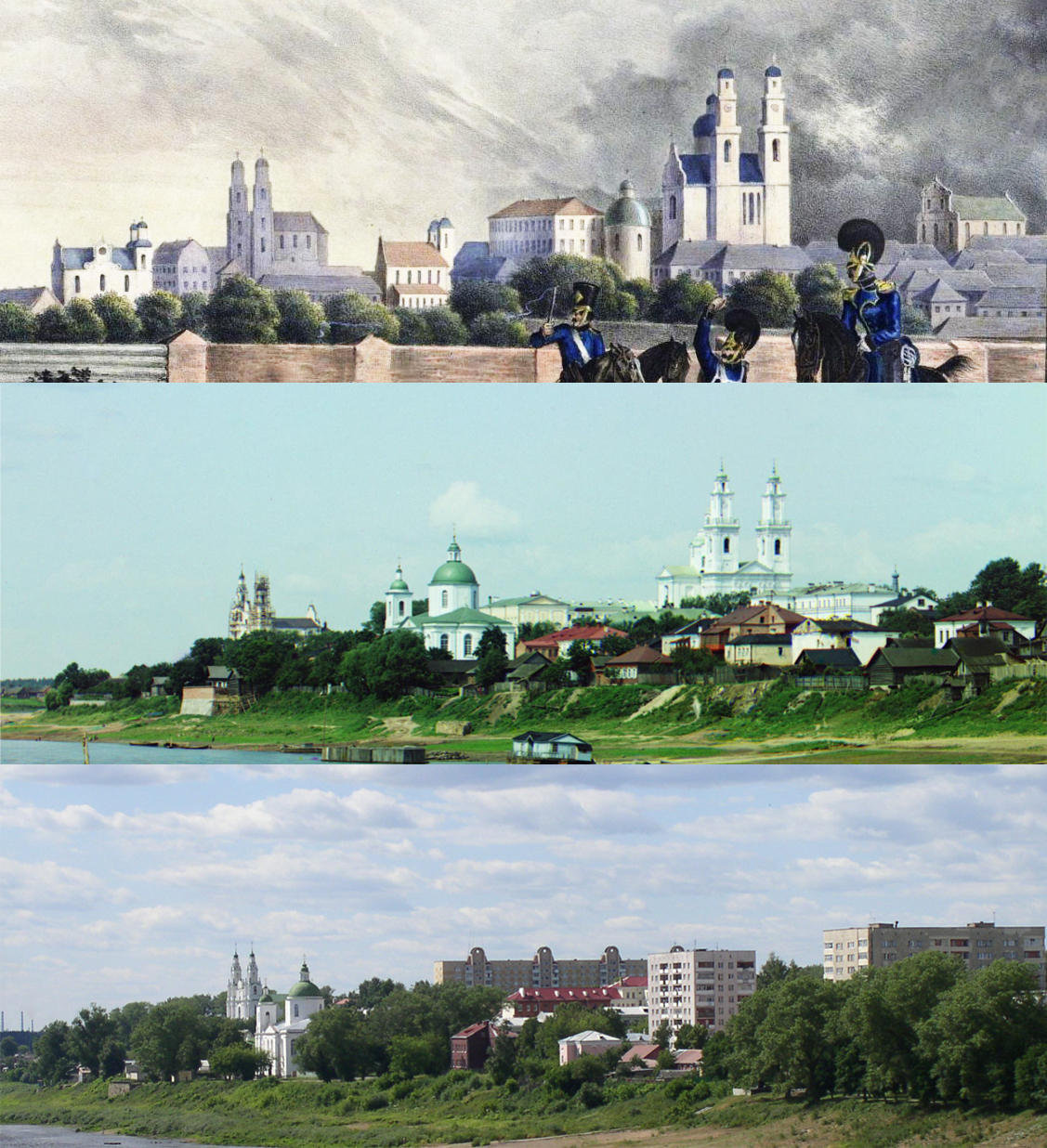
Pohled na Polock, nejstarší město v Bělorusku, v letech 1812, 1912 a 2006. Důsledky zničení městských architektonických památek

Rusifikace Běloruska (bělorusky русіфікацыя Беларусі, také маскаліза́цыя, rusky русификация Беларуси) označuje historický proces, kdy zavádění ruštiny a ruské kultury stále více ovlivňuje běloruskou společnost, zejména v průběhu 20. století.
V tomto období došlo k velkému nárůstu používání ruštiny ve školství, administrativě a veřejném životě, často souběžně s běloruskými kulturními a jazykovými prvky a někdy i v jejich stínu. Rusifikace je jednou z hlavních příčin nízké míry osvojení běloruštiny Bělorusy.
Rusifikace je dlouhodobá politika ruských režimů, která začala v době Ruského impéria, poté byla obnovena za Sovětského svazu a pokračuje za režimu proruského běloruského prezidenta Alexandra Lukašenka.

## Chronologie
- 1764: Dekret  o rusifikaci Ukrajiny, Smolenska (běloruské etnické území), pobaltských států a Finska (rusky обрусение).[4]
- 1772: Po prvním dělení Polska se část etnicky běloruských zemí stala součástí Ruského impéria[5][6] Kateřina II. Veliká podepsala dekret, podle kterého všichni gubernátoři anektovaných území museli psát své rozsudky, dekrety a příkazy pouze v ruštině. Půl milionu dříve svobodných Bělorusů se stalo nevolníky ruských šlechticů.[7]
- 1773: Kateřina II. Veliká podepsala další dekret „O vytvoření místních soudů“, který opět stanovil povinné používání výhradně ruského jazyka  v záznamech.
- 1787: Kateřina II. Veliká rozhodla, že náboženské knihy mohou být v Ruském impériu tištěny pouze v nakladatelstvích podřízených synodu ruské pravoslavné církve. V důsledku toho byla také zakázána činnost řeckokatolických tiskařů.[8].
- 1794: Kosťuškovo povstání bylo potlačeno jednotkami Alexandra Suvorova, který za odměnu obdržel  do osobního vlastnictví 25 000 běloruských nevolníků.[9]
- 1795: Rusko oficiálně popřelo existenci běloruského národa a běloruštiny.[10]
- 1825: Začalo hromadné zatýkání místních běloruských politiků a jejich nahrazování Rusy. Po nástupu cara Mikuláše I. k moci bylo v letech 1830-1831 potlačeno Listopadové povstání.[11]
- 1831: Vytvoření zvláštního „západního výboru“, jehož úkolem bylo „sjednocení všech západním území s vnitřními provinciemi Velké Rusi“. Ministr vnitra Ruské říše Pjotr Valujev připravil pro zmíněný výbor „Zvláštní pojednání o prostředcích rusifikace západního kraje“ (rusky Очерк о средствах обрусения Западного края).[12]

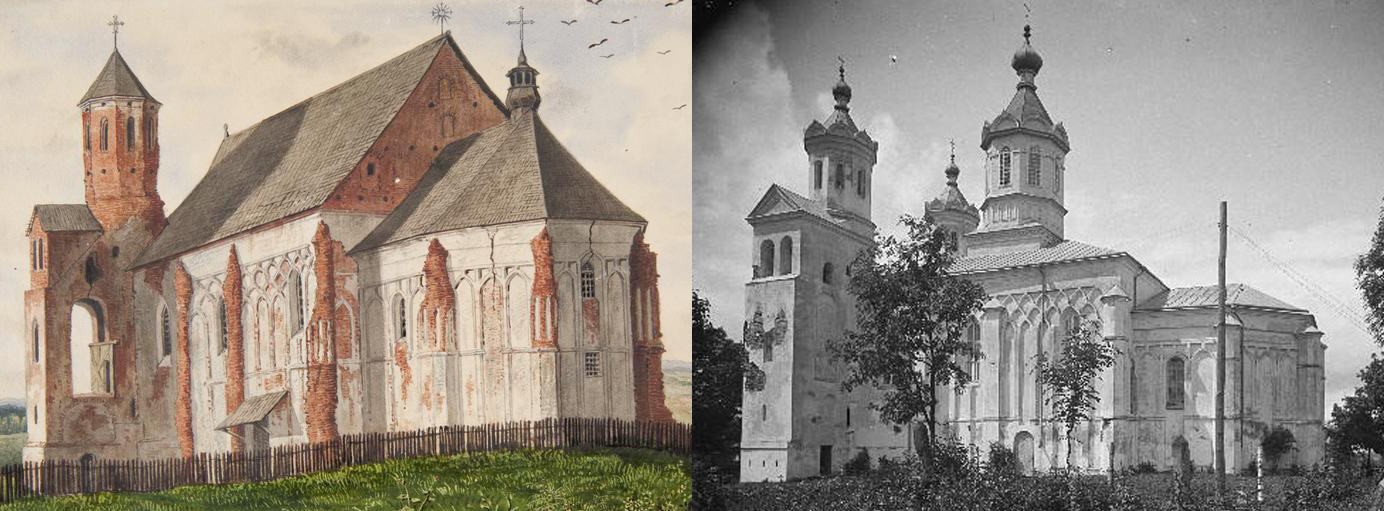
Jeden z běloruských kostelů před a po přestavbě

- 1832: Došlo k hromadné likvidaci řeckokatolických a baziliánských škol, které upřednostňovaly běloruštinu a běloruskou kulturu. Byla posílena kontrola vzdělávání ze strany ruské pravoslavné církve.[13][14]
- 1840: Car Mikuláš I. vydal dekret zakazující používání slov „Bělorusko“ (Беларусь) a „Bělorusové“ (беларусы) v úředních dokumentech. Země byla přejmenována na „Severozápadní kraj“ (rusky Северо-Западный край).[15].
- 1852: Současně s likvidací řeckokatolické církve začalo hromadné ničení běloruské náboženské literatury. Jozef Semaško, pravoslavný kněz a biskup, byl osobním svědkem spálení 1295 knih nalezených v běloruských kostelech. Ve svých pamětech hrdě hlásal, že během následujících tří let bylo na jeho příkaz spáleno dva tisíce svazků knih v běloruštině.[16][17]

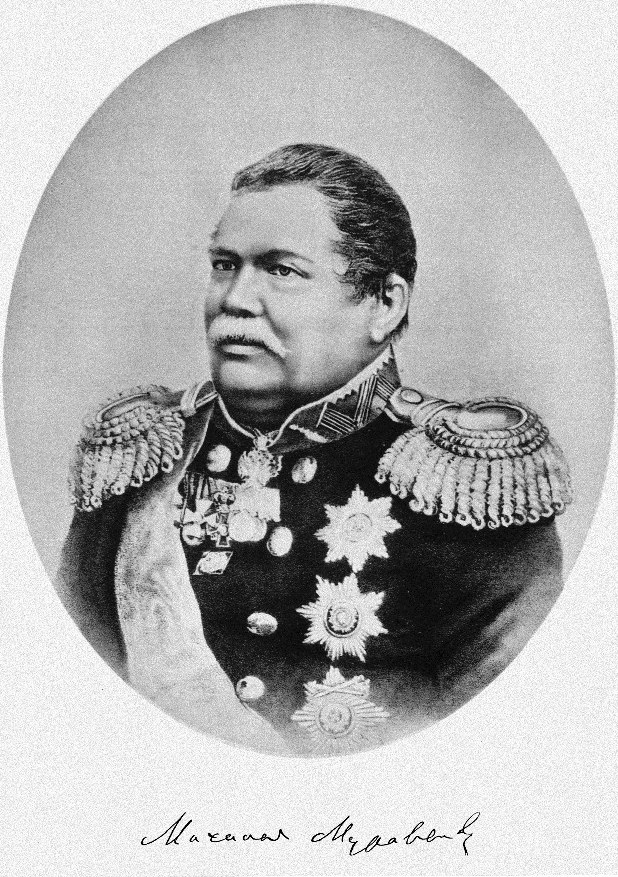
Michail Muravjov

- 1864: Michail Nikolajevič Muravjov (1796-1866), známý svým poškozováním běloruského obyvatelstva, se stal generálním gubernátorem „Severozápadního kraje.“[18] Zvláštní pozornost věnoval školství, proslavilo se Muravjovo heslo: „Co nedokončil ruský bajonet, to dokončí ruská škola a kostel.“[19][20][21]
- 1900: Ministerstvo školství Ruského impéria zadalo všem školám úkol, aby „děti různých národností získaly ryze ruskou orientaci a připravily se na úplné splynutí s ruským národem.“[22]
- 1914: Běloruský lid nebyl zmíněn v rezolucích Prvního ruského kongresu národního vzdělávání, který uváděl velký počet národů Ruského impéria, jejichž dětem bylo nabídnuto vzdělání v národních jazycích. Obecně platí, že po celou dobu ruské vlády v Bělorusku ruské úřady nepovolily otevření jediné běloruské školy.[23]
- 1929: Konec politiky „Běloruska“ a začátek politických represí.[24]
- 1930: V Sovětském svazu pod rouškou „boje proti náboženství“ začalo hromadné ničení unikátních architektonických památek. Na příkaz sovětských úřadů byly zničeny starobylé kláštery ve městech Vitebsk, Orša a Polock.[25][26][27]
- 1937: Na příkaz sovětských úřadů byli zastřeleni všichni představitelé tehdejší běloruské inteligence a jejich ostatky byly pohřbeny na území Kurapatského traktu.[28]
- 1942: Janka Kupala, klasik běloruské literatury, byl v Moskvě zabit sovětskými speciálními službami.
- 1948: Aktivistka Olesja Furs byla odsouzena k 25 letům vězení v sovětských věznicích za vystavení běloruského státního znaku Pahoňa.[29]

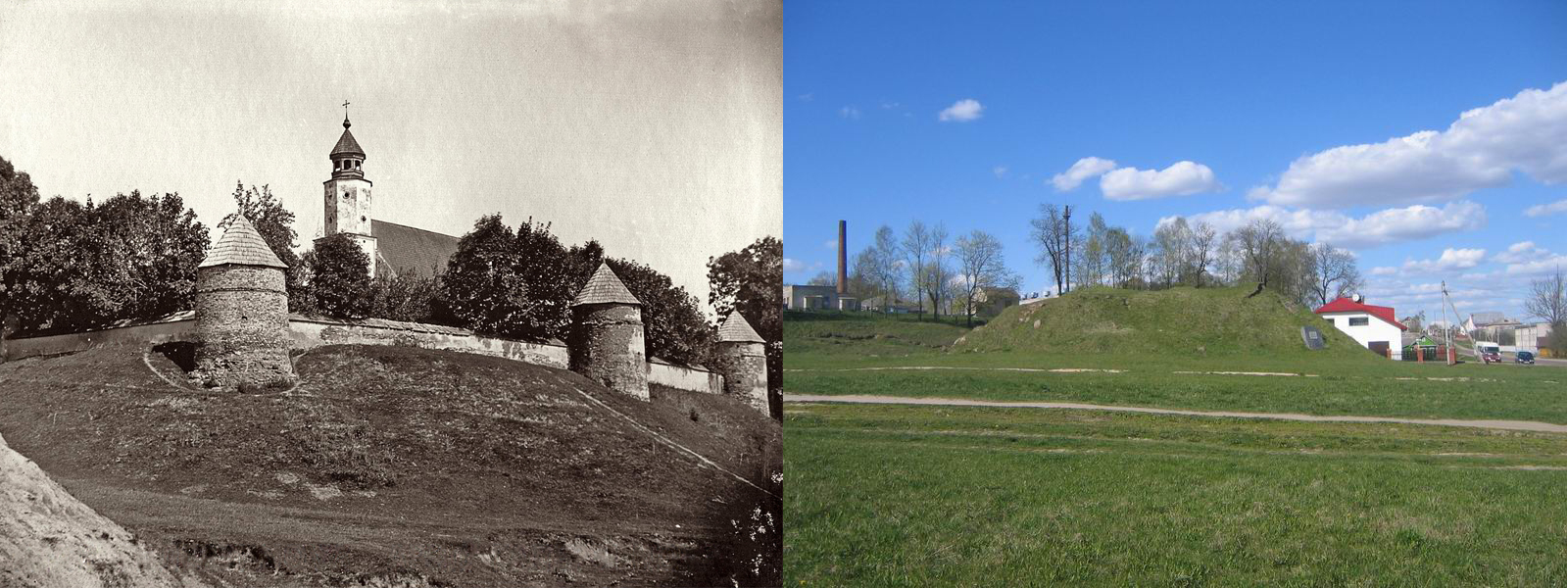
Jeden z běloruských hradů, které byly zničeny za Sovětského svazu

- 1960: Po druhé světové válce, pod rouškou generálních plánů obnovy a přestavby měst, pokračovalo ničení architektonických památek. Bělorusové utrpěli největší ztráty z hlediska architektonického dědictví v 60. a 70. letech 20. století.[30]
- 1995: Po nástupu Alexandra Lukašenka k moci byly státní symboly Běloruska - bílo-červeno-bílá vlajka a historický znak Pahoňa nahrazeny upravenými sovětskými symboly a nahrazena byla i státní hymna. Ruština navíc získala status druhého státního jazyka (ruština se používá ve všech vzdělávacích institucích a v hromadných sdělovacích prostředcích), podle UNESCO hrozí běloruštině zánik.[31]